# 黎榮翰
黎榮翰，字璧侯，廣東省廣州府順德縣（今廣東省順德縣）人，清朝政治人物、進士出身。
光緒二年，登丙子科二甲八十一名進士，改翰林院庶吉士。次年授翰林院編修。光緒十七年，任陝西學政。